# Theodor Andrei
Theodor Andrei (pronunciación en rumano: /ˈte.odoɾ anˈdɾej/; Bucarest, 9 de abril de 2004) es un cantante rumano. Representó a Rumanía en el Festival de la Canción de Eurovisión 2023 con la canción "D.G.T. (Off and On)".

## Biografía
Theodor Andrei se dio a conocer en 2017 al participar en el concurso de talentos Vocea Romaniei Junior, la versión rumana de La Voz Kids, donde llegó a la semifinal. En 2020, participó en la versión local de The X Factor, donde llegó hasta la fase de campamentos. Su álbum debut, "Fragil", fue lanzado en 2022.
En diciembre de 2022, Theodor Andrei fue confirmado como uno de los 12 participantes de Selecția Națională 2023, el festival utilizado para seleccionar al representante rumano en el Festival de la Canción de Eurovisión. "D.G.T. (Off and On)", su canción para la competición, ya había sido lanzada en su álbum en colaboración con Luca Udățeanu; para la ocasión, se lanzó una versión en solitario de 3 minutos, la duración máxima para una candidatura de Eurovisión. El 11 de febrero de 2023, el cantante actuó en Selecția Națională, donde el televoto lo eligió como ganador entre las 12 propuestas y, por tanto, como representante nacional en el Festival de la Canción de Eurovisión 2023 en Liverpool.

## Discografía

### Álbumes
| Título | Información                                    |
| ------ | ---------------------------------------------- |
| Frágil | - Lanzamiento: 2022 - Editor: Selective Studio |

### Sencillos
- 2017 – Young and Sweet
- 2018 – Și dacă azi zâmbesc
- 2019 – Stelele de pe cer
- 2019 – Nu te mira ca nu te place
- 2020 – Nu le place
- 2020 – Nu mai vreau sentimente (con Oana Velea)
- 2020 – Beatu' asta fire
- 2020 – Crăciunul ăsta
- 2021 – Genul meu
- 2021 – Selectiv
- 2021 – Tatuaj
- 2022 – Ţigări mentolate (con Valentina)
- 2022 – Prigoria Teen Fest (con Shtrood)
- 2022 – D.G.T. (Off and On)